# 119-та ракетна бригада (РФ)
119-та ракетна бригада — ракетне формування 41-ї загальновійськової армії у Центральному військовому окрузі. Розташоване у смт Єланський у Свердловській області.
Умовне найменування — військова частина 49547 (в/ч 49547).

## Склад
- управління;
- 3 ракетних дивізіони; у кожному ракетному дивізіоні 2 ракетні батареї;
- ракетно-технічний дивізіон;
- дивізіон постачання й супроводу;
- батарея управління.

## Озброєння
Бригада озброєна ОТРК 9К720 «Іскандер-М» у кінці 2016 року на полігоні Капустин Яр.
У кожній ракетній батареї 2 СПУ й 2 ТЗМ. Всього:
- 12 од. СПУ 9П78-1,
- 12 од. транспортно-заряджаючих машин 9Т250,
- 11 од. командно-штабних машин 9С552,
- 14 од. машин життєзабезпечення,
- 1 од. пункт підготовки інформації 9С920,
- 1 од. машина регламентно-технічного обслуговування,
- 9 од. Р-145БМ.